# رودنبرغ
ردنبرغ (بالألمانية: Rodenberg) هي بلدة ألمانية تقع في ألمانيا في سكسونيا السفلى. يقدر عدد سكانها بـ 6,244 نسمة .

## أعلام
- يوليوس رودنبيرغ
- ويلهلم يوهان كارل زان